# Lijst van voetbalinterlands Oman - Tadzjikistan
Deze lijst van voetbalinterlands is een overzicht van alle officiële voetbalwedstrijden tussen de nationale teams van Oman en Tadzjikistan. De landen speelden tot op heden zes keer tegen elkaar. Het eerste duel was een wedstrijd tijdens de Aziatische Spelen op 12 december 1998 in Bangkok (Thailand). De laatste ontmoeting, een groepswedstrijd tijdens de Centraal-Azië Cup 2023, vond plaats in Tasjkent (Oezbekistan) op 14 juni 2023.

## Wedstrijden
| № | Plaats    | Datum            | Competitie                 | Wedstrijd           | Uitslag |
| - | --------- | ---------------- | -------------------------- | ------------------- | ------- |
| 1 | Bangkok   | 12 december 1998 | Aziatische Spelen 1998     | Tadzjikistan – Oman | 3 – 3   |
| 2 | Doesjanbe | 7 augustus 1999  | Azië Cup 2000 kwalificatie | Tadzjikistan – Oman | 2 – 1   |
| 3 | Muscat    | 16 december 2007 | Vriendschappelijk          | Oman – Tadzjikistan | 4 – 2   |
| 4 | Muscat    | 13 december 2018 | Vriendschappelijk          | Oman − Tadzjikistan | 2 − 1   |
| 5 | Muscat    | 16 december 2018 | Vriendschappelijk          | Oman − Tadzjikistan | 1 − 0   |
| 6 | Tasjkent  | 14 juni 2023     | Centraal-Azië Cup 2023     | Oman − Tadzjikistan | 1 − 1   |

## Samenvatting
| Competitie            | Totaal gespeeld | Winst Oman | Gelijk | Winst Tadzjikistan | Doelsaldo Oman – Tadzjikistan |
| --------------------- | --------------- | ---------- | ------ | ------------------ | ----------------------------- |
| Azië Cup-kwalificatie | 1               | 0          | 0      | 1                  | 1 − 2                         |
| Centraal-Azië Cup     | 1               | 0          | 1      | 0                  | 1 − 1                         |
| Aziatische Spelen     | 1               | 0          | 1      | 0                  | 3 − 3                         |
| Vriendschappelijk     | 3               | 3          | 0      | 0                  | 7 − 3                         |
| Totaal                | 6               | 3          | 2      | 1                  | 12 − 9                        |

OFA · A-internationals · Bondscoaches · Statistieken · Olympisch elftal · Oman U21 · Oman U20 · Oman U19 · Oman U18 · Oman U17
1970 – 1979 · 
1980 – 1989 · 
1990 – 1999 · 
2000 – 2009 · 
2010 – 2019 ·
2020 − 2029
1974 · 
1975 · 
1976 · 
1977 · 
1978 · 
1979 · 
1980 · 
1981 · 
1982 · 
1983 · 
1984 · 
1985 · 
1986 · 
1987 · 
1988 · 
1989 · 
1990 · 
1991 · 
1992 · 
1993 · 
1994 · 
1995 · 
1996 · 
1997 · 
1998 · 
1999 · 
2000 · 
2001 · 
2002 · 
2003 · 
2004 · 
2005 · 
2006 · 
2007 · 
2008 · 
2009 · 
2010 · 
2011 · 
2012 · 
2013 · 
2014 ·
2015 ·
2016 ·
2017 ·
2018 ·
2019 ·
2020 ·
2021 ·
2022 ·
2023
Afghanistan ·
Algerije ·
Australië ·
Azerbeidzjan ·
Bahrein ·
Bangladesh ·
Benin ·
Bhutan ·
Bosnië en Herzegovina ·
Brazilië ·
Bulgarije ·
Burkina Faso ·
Chili ·
China ·
Congo-Kinshasa ·
Costa Rica ·
Duitsland ·
Ecuador ·
Egypte ·
Estland ·
Filipijnen ·
Finland ·
Gabon ·
Guam ·
Haïti ·
Hongkong ·
Ierland ·
India ·
Indonesië ·
Irak ·
Iran ·
Japan ·
Jemen ·
Jordanië ·
Kazachstan ·
Kenia ·
Kirgizië ·
Koeweit ·
Kosovo ·
Laos ·
Letland ·
Libanon ·
Liberia ·
Libië ·
Macau ·
Malediven ·
Maleisië ·
Mali ·
Marokko ·
Mauritanië ·
Mozambique ·
Myanmar ·
Nepal ·
Nieuw-Zeeland ·
Noord-Korea ·
Noord-Macedonië ·
Noorwegen ·
Oezbekistan ·
Pakistan ·
Palestina ·
Paraguay ·
Qatar ·
Saoedi-Arabië ·
Senegal ·
Singapore ·
Slovenië ·
Soedan ·
Somalië ·
Sri Lanka ·
Syrië ·
Tadzjikistan ·
Taiwan ·
Thailand ·
Togo ·
Tunesië ·
Turkmenistan ·
Uruguay ·
Verenigde Arabische Emiraten ·
Verenigde Staten ·
Vietnam ·
Wit-Rusland ·
Zambia ·
Zimbabwe ·
Zuid-Korea ·
Zweden ·
Zwitserland
TFF · A-internationals · Tadzjieks vrouwenelftal
1994 – 1999 ·
2000 – 2009 ·
2010 – 2019 ·
2020 − 2029
Afghanistan ·
Australië ·
Azerbeidzjan ·
Bahrein ·
Bangladesh ·
Bhutan ·
Brunei ·
Cambodja ·
China ·
Estland ·
Filipijnen ·
Guam ·
Hongkong ·
India ·
Irak ·
Iran ·
Japan ·
Jemen ·
Jordanië ·
Kazachstan ·
Kirgizië ·
Koeweit ·
Libanon ·
Macau ·
Malediven ·
Maleisië ·
Mongolië ·
Myanmar ·
Nepal ·
Noord-Korea ·
Oeganda ·
Oezbekistan ·
Oman ·
Pakistan ·
Palestina ·
Qatar ·
Rusland ·
Saoedi-Arabië ·
Singapore ·
Sri Lanka ·
Syrië ·
Thailand ·
Trinidad en Tobago ·
Turkmenistan ·
Verenigde Arabische Emiraten ·
Vietnam ·
Wit-Rusland ·
Zuid-Korea